# Willem de Dekenstraat

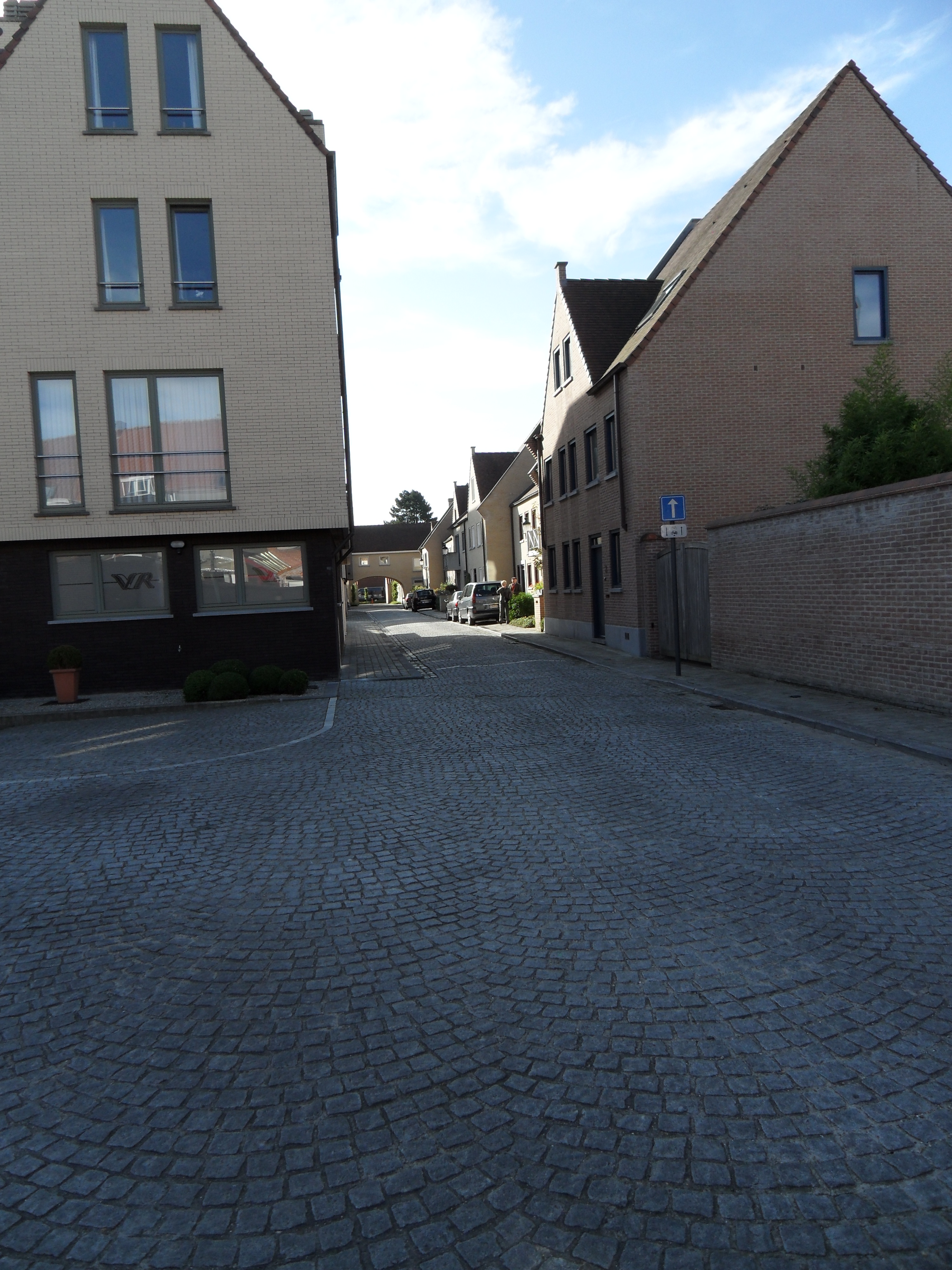
De Willem de Dekenstraat gezien vanuit de Komvest

De Willem de Dekenstraat is een straat in Brugge.

## Beschrijving
In het begin van de 21ste eeuw werd een verkaveling aangelegd en volgebouwd die loopt tussen de Sint-Clarastraat, de Sint-Jorisstraat en de Komvest. Aan een van de nieuwe straten is de naam James Weale gegeven. 
De tweede straat kreeg de naam van Willem de Deken, de Brugse burgemeester die in het begin van de 14de eeuw werd terechtgesteld in Parijs, nadat hij strijd had gevoerd tegen de Franse koning.
De straat loopt tussen de James Wealestraat en de Komvest.